# Mauro (escriniário)
Mauro (em latim: Maurus) ou Marciano (em latim: Marcianus) foi um oficial bizantino de meados do século VI ou meados do século VII. Sua existência é atestada através de seu selo: no obverso há um monograma quadrado com o nome Mauro ou Marciano entre duas cruzes e no reverso um monograma cruciforme com o título escriniário.